# Élection sénatoriale de 1992 dans le Dakota du Sud
L'élection sénatoriale de 1992 dans le Dakota du Sud s'est déroulée le mardi 3 novembre 1992, dans le but d'élire le deuxième sénateur fédéral représentant cet État au Congrès.
Elle se déroule en même temps que l'élection présidentielle et des représentants.

## Candidats
- Tom Daschle, sénateur sortant
- Charlene Haar, éducatrice[2]
- Gus Hercules
- Hent Hyde

## Résultats
| Inscrits                 | Inscrits                 | Inscrits                 | 448 292   |             |  |  |
| Abstentions              | Abstentions              | Abstentions              | 113 797   | 25,38 %     |  |  |
| Votants                  | Votants                  | Votants                  | 334 495   | 74,62 %     |  |  |
|                          |                          |                          |           |             |  |  |
| Bulletins enregistrés    | Bulletins enregistrés    | Bulletins enregistrés    | 334 495   |             |  |  |
| Bulletins blancs ou nuls | Bulletins blancs ou nuls | Bulletins blancs ou nuls | 0         | 0 %         |  |  |
| Suffrages exprimés       | Suffrages exprimés       | Suffrages exprimés       | 334 495   | 100 %       |  |  |
|                          |                          |                          |           |             |  |  |
|                          | Candidat                 | Parti                    | Suffrages | Pourcentage |  |  |
|                          | Tom Daschle              | Parti démocrate          | 217 095   | 64,9 %      |  |  |
|                          | Charlene Haar            | Parti républicain        | 108 733   | 32,51 %     |  |  |
|                          | Gus Hercules             | Parti libertarien        | 4 353     | 1,3 %       |  |  |
|                          | Hent Hyde                | Sans étiquette           | 4 314     | 1,29 %      |  |  |